# Chen Hua
Chen Hua (en chino: 陈桦; Hangzhou, 22 de octubre de 1982) es una deportista china que compitió en natación, especialista en el estilo libre.
Ganó  medallas en el Campeonato Mundial de Natación en Piscina Corta, entre los años 1999 y 2002.
Participó en dos Juegos Olímpicos de Verano, entre los años 2000 y 2004, ocupando el sexto lugar en Sídney 2000, en la prueba de 800 m libre.

## Palmarés internacional
| Campeonato Mundial en Piscina Corta | Campeonato Mundial en Piscina Corta | Campeonato Mundial en Piscina Corta | Campeonato Mundial en Piscina Corta |
| Año                                 | Lugar                               | Medalla                             | Prueba                              |
| ----------------------------------- | ----------------------------------- | ----------------------------------- | ----------------------------------- |
| 1999                                | Hong Kong (China)                   | Medalla de oro                      | 800 m libre                         |
| 2000                                | Atenas (Grecia)                     | Medalla de oro                      | 800 m libre                         |
| 2000                                | Atenas (Grecia)                     | Medalla de bronce                   | 400 m libre                         |
| 2002                                | Moscú (Rusia)                       | Medalla de oro                      | 800 m libre                         |
| 2002                                | Moscú (Rusia)                       | Medalla de plata                    | 400 m libre                         |